# Ready to be a lady
「Ready to be a lady」（レディー・トゥ・ビー・ア・レディ）は、日本の音楽ユニット・GIRL NEXT DOORの9作目のシングル。

## 概要
- 前作「Freedom」から4か月ぶりにして、「Be your wings/FRIENDSHIP/Wait for you」以来3作ぶりのトリプルA面シングル[注 1][1][2]。
- 表題1曲目は日本テレビ系列『フットンダ』のエンディングテーマに、表題2曲目は讀賣テレビ放送主催『Iwataniスペシャル 第33回鳥人間コンテスト選手権大会』の公式テーマソングに[1][2]、表題3曲目はフジテレビ系列『恋するTV すごキュン』のエンディングテーマにそれぞれ使用された[3][4]。
- ジャケットが異なるMUSIC VIDEO盤とLIVE映像盤、CDのみ盤の3形態で発売された。MUSIC VIDEO盤には全表題曲のミュージック・ビデオとオフショット映像が収録されたDVDが、LIVE映像盤には同年5月14日から6月18日に全国のライブハウスで敢行された初のライブツアー『GIRL NEXT DOOR LIVE TOUR 2010 "FIRST COLLECTION"』から最終日の東京・恵比寿LIQUIDROOM公演よりedition1と称して「Be your wings」「FRIENDSHIP」「Infinity」のライブ映像とオフショット映像が収録されたDVDが同梱された。
- 今作で『第52回日本レコード大賞』にて優秀作品賞を受賞した[5]。
- オリコンチャート初登場8位を獲得。9作連続でトップ10入りを果たした。

## 収録曲
| 全作曲: 鈴木大輔。 |                                       |                  |            |                           |                              |      |
| #                  | タイトル                              | 作詞             | 作曲・編曲 | 編曲                      | リミックス                   | 時間 |
| 1.                 | 「Ready to be a lady」                | 千紗 & Kenn Kato | 鈴木大輔   | GIRL NEXT DOOR & 水上裕規 |                              | 5:13 |
| 2.                 | 「風のカプセル」                      | 千紗 & Kenn Kato | 鈴木大輔   | GIRL NEXT DOOR & 水上裕規 |                              | 4:02 |
| 3.                 | 「しあわせの秤」                      | 千紗 & Kenn Kato | 鈴木大輔   | GIRL NEXT DOOR & 水上裕規 |                              | 5:54 |
| 4.                 | 「Infinity (EURODIMA Remix)」         | 千紗 & Kenn Kato | 鈴木大輔   |                           | ダビデ・ディ・マルカントニオ | 6:41 |
| 5.                 | 「Ready to be a lady (Instrumental)」 |                  | 鈴木大輔   | GIRL NEXT DOOR & 水上裕規 |                              | 5:13 |

### 解説
1. Ready to be a lady
鈴木大輔はこの楽曲のミュージック・ビデオでショルダーキーボードを演奏していた。
2. 風のカプセル
歌詞は『鳥人間コンテスト選手権大会』を恋愛になぞらえて書かれた[1][2]。
3. しあわせの秤
ミュージック・ビデオは業界初の試みとして、スタッフの私物であるシャープ製携帯電話『SH-07B』を使用して撮影された[3][4][6]。
4. Infinity (EURODIMA Remix)
5thシングルの表題曲のリミックスバージョン。
5. Ready to be a lady (Instrumental)
表題1曲目のインストゥルメンタルバージョン。

## 参加ミュージシャン
GIRL NEXT DOOR
- 千紗：Vocal
- 鈴木大輔：Keyboards
- 井上裕治：Guitar

## タイアップ
- 日本テレビ系列バラエティ番組『フットンダ』エンディングテーマ (#1)
- 讀賣テレビ放送主催スカイスポーツ競技会『Iwataniスペシャル 第33回鳥人間コンテスト選手権大会』公式テーマソング (#2)
- フジテレビ系列恋愛バラエティ番組『恋するTV すごキュン』2010年9月度エンディングテーマ (#3)

## 収録アルバム
- Destination (#1,2,4)
- SINGLE COLLECTION (#1)
- girl next door THE LAST (#1〜4)
- JAPANATION 2nd FLOOR (#1)[7]
- スーパーユーロビート VOL.210 (#4)
- キャンパス・サミット・2011 (#4)
- スーパーユーロビート VOL.220 (#4)